# Tommaso Bonazza
Tommaso Bonazza (Venezia, 1696 – Padova, 21 settembre 1775) è stato uno scultore e architetto italiano.

## Biografia

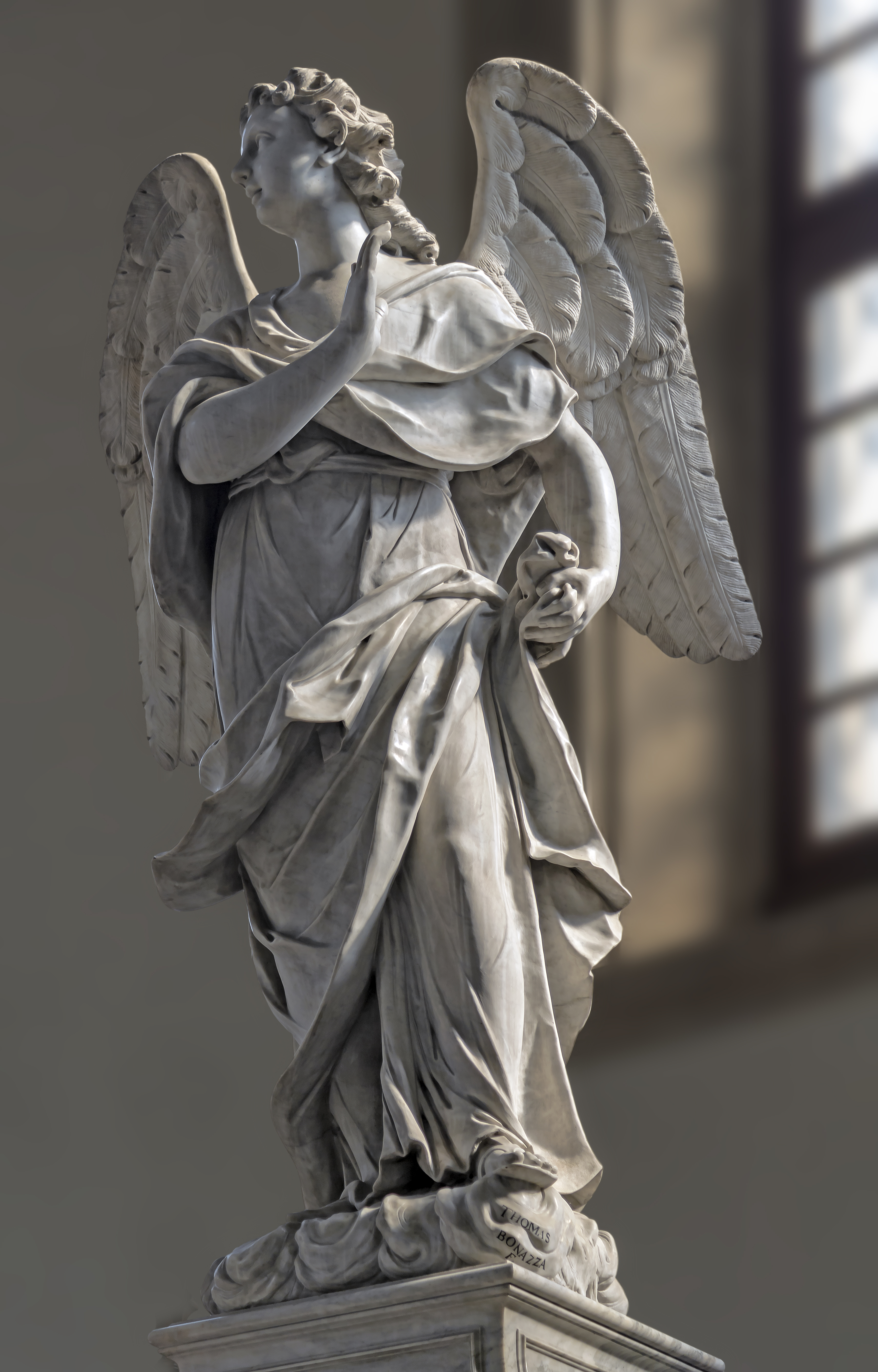
Cappella del SS. Sacramento - Duomo di Padova

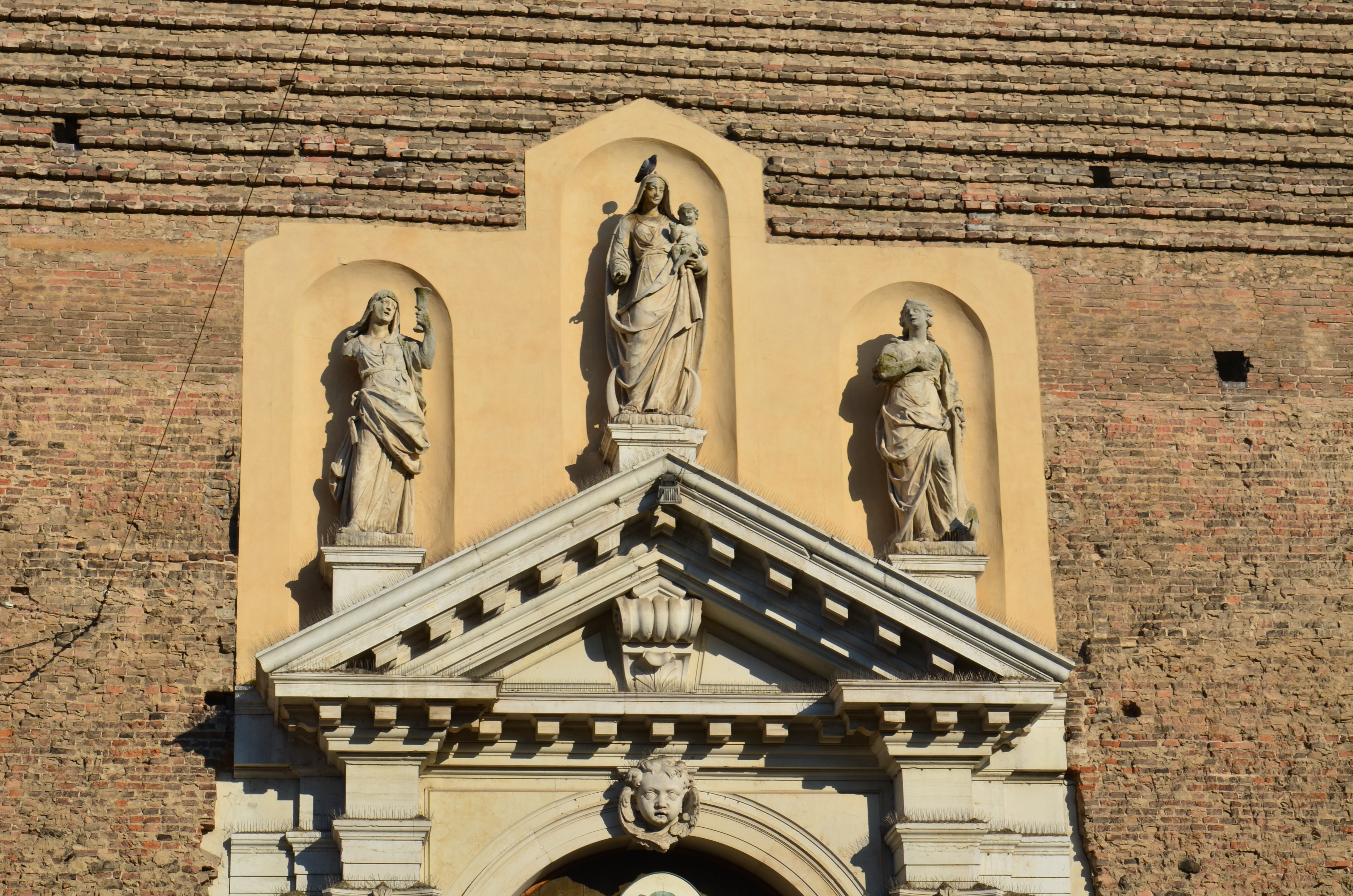
Le tre statue sulla sommità del portale della basilica del Carmine in Padova.

Nacque forse a Venezia nel 1696, figlio di Giovanni Bonazza scultore e Maddalena da Treviso detta Tartaglia. Lavorò in gioventù con i fratelli Antonio e Michelangelo, nella bottega del padre, giunto a Padova agli inizi del secolo. Il 5 novembre 1736 sposò Anna Vicari.
Il 12 luglio 1717 entrò nella fraglia padovana dei tagliapietra di cui divenne sindaco nel 1744. Tra le varie opere, a cui inizialmente lavorò con il padre e i fratelli, l'Adorazione dei pastori e l'Adorazione dei Magi per la Cappella del Rosario nella Basilica dei SS. Giovanni e Paolo in Venezia, la Madonna col Bambino tra la Fede e la Speranza all'ingresso della basilica del Carmine in Padova (vi collaborò il fratello), i profeti Elia ed Eliseo per l'altare di S. Teresa sempre al Carmine.
Dagli anni '40 del '700 uscirono i Quattro evangelisti, i Santi Giuseppe, Giovanni Battista, Francesco, Giovanni Nepomuceno per la Chiesa parrocchiale di Fratta Polesine. Nello stesso periodo scolpì la Fede e la Religione per la chiesa di Santa Maria del Torresino e l'Angelo orante per l'altare del Santissimo Sacramento del Massari, nella Cattedrale di Padova. Sue sono numerose opere firmate e non datate, che si concentrano a Padova e dintorni.
Tommaso Bonazza morì a Padova il 21 settembre 1775 ad anni 79.